# Jackson County (Texas)
Das Jackson County ist ein County im Bundesstaat Texas der Vereinigten Staaten. Das U.S. Census Bureau hat bei der Volkszählung 2020 eine Einwohnerzahl von 14.988 ermittelt. Der Sitz der County-Verwaltung (County Seat) befindet sich in Edna.

## Geographie
Das County liegt im Südwesten von Texas, etwa 40 km vor dem Golf von Mexiko und hat eine Fläche von 2220 Quadratkilometern, wovon 71 Quadratkilometer Wasserfläche sind. Es grenzt im Uhrzeigersinn an folgende Countys: Colorado County, Wharton County, Matagorda County, Calhoun County, Victoria County und Lavaca County.

## Geschichte
Jackson County wurde 1836 als Original-County gebildet. Benannt wurde es nach Andrew Jackson, dem siebten Präsidenten der Vereinigten Staaten.

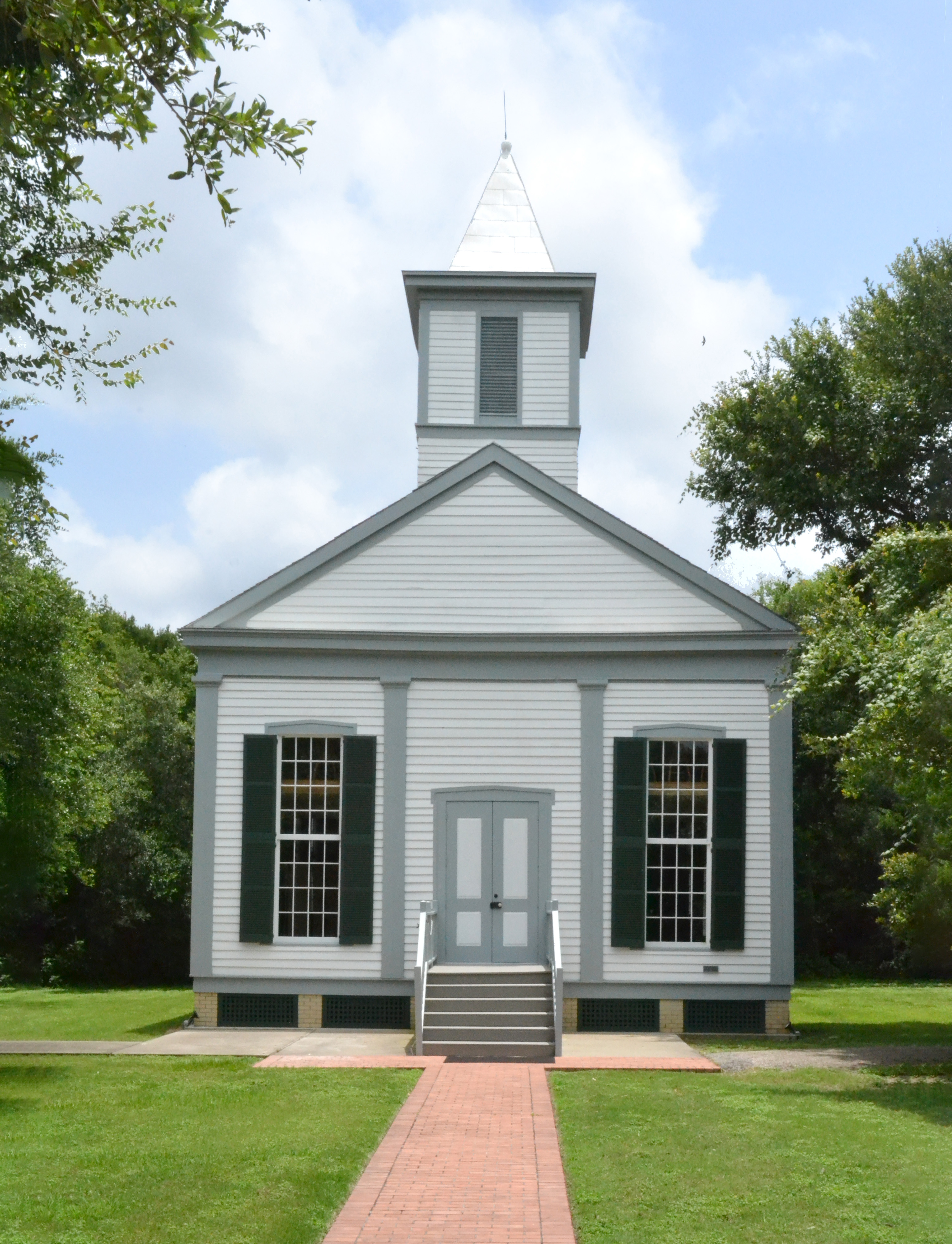
Texana Presbyterian Church (2016)

Fünf Bauwerke und Stätten im County sind im National Register of Historic Places („Nationales Verzeichnis historischer Orte“; NRHP) eingetragen (Stand 25. November 2021), darunter die Texana Presbyterian Church.

## Demografische Daten

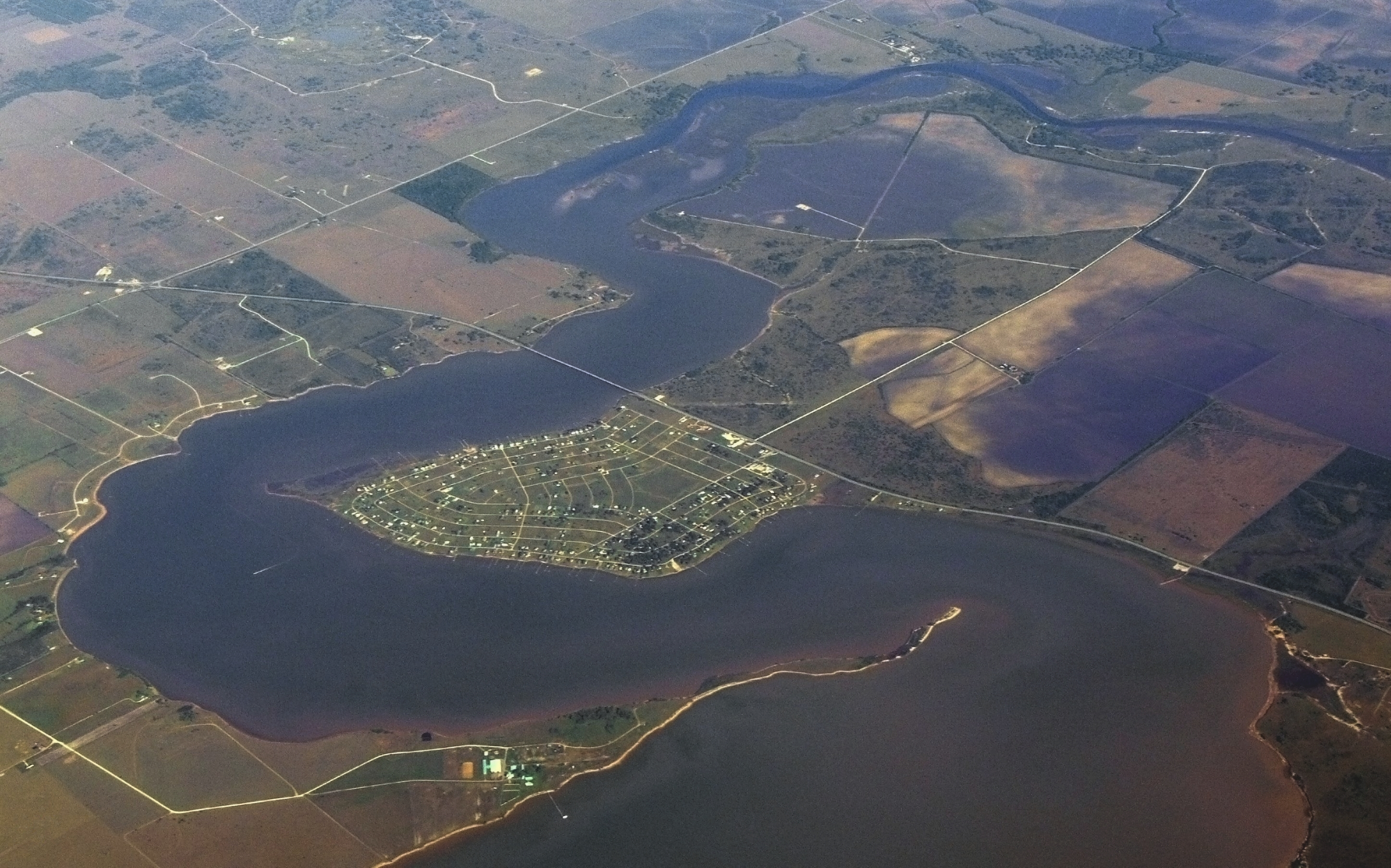
Die Carancahua Bay

Nach der Volkszählung im Jahr 2000 lebten im Jackson County 14.391 Menschen. Davon wohnten 255 Personen in Sammelunterkünften, die anderen Einwohner lebten in 5.336 Haushalten und 3.889 Familien. Die Bevölkerungsdichte betrug 7 Einwohner pro Quadratkilometer. Ethnisch betrachtet setzte sich die Bevölkerung zusammen aus 76,49 Prozent Weißen, 7,64 Prozent Afroamerikanern, 0,39 Prozent amerikanischen Ureinwohnern, 0,39 Prozent Asiaten, 0,06 Prozent Bewohnern aus dem pazifischen Inselraum und 12,65 Prozent aus anderen ethnischen Gruppen; 2,39 Prozent stammten von zwei oder mehr ethnischen Gruppen ab. 24,68 Prozent der Einwohner waren spanischer oder lateinamerikanischer Abstammung.
Von den 5.336 Haushalten hatten 34,7 Prozent Kinder oder Jugendliche, die mit ihnen zusammen lebten. 58,2 Prozent waren verheiratete, zusammenlebende Paare, 10,5 Prozent waren allein erziehende Mütter und 27,1 Prozent waren keine Familien. 24,2 Prozent waren Singlehaushalte und in 12,5 Prozent lebten Menschen im Alter von 65 Jahren oder darüber. Die durchschnittliche Haushaltsgröße betrug 2,65 und die durchschnittliche Familiengröße betrug 3,15 Personen.
27,4 Prozent der Bevölkerung war unter 18 Jahre alt, 8,2 Prozent zwischen 18 und 24, 26,1 Prozent zwischen 25 und 44, 22,3 Prozent zwischen 45 und 64 und 15,9 Prozent waren 65 Jahre alt oder älter. Das Medianalter betrug 37 Jahre. Auf 100 weibliche Personen kamen 96,7 männliche Personen und auf 100 Frauen im Alter von 18 Jahren oder darüber kamen 93,4 Männer.

Das jährliche Durchschnittseinkommen eines Haushalts betrug 35.254 USD, das Durchschnittseinkommen einer Familie betrug 42.066 USD. Männer hatten ein Durchschnittseinkommen von 32.639 USD, Frauen 19.661 USD. Das Prokopfeinkommen betrug 16.693 USD. 12,2 Prozent der Familien und 14,7 Prozent der Einwohner lebten unterhalb der Armutsgrenze.

## Städte und Gemeinden
| - Cordele - Edna - El Toro | - Francitas - Ganado - La Salle | - La Ward - Lolita | - Morales - Vanderbilt |